# Stellar Blade
Stellar Blade es un videojuego de acción y aventura desarrollado por Shift Up y publicado por Sony Interactive Entertainment. El lanzamiento del juego se realizó para la consola PlayStation 5 el 26 de abril de 2024. La protagonista es Eve, hyperinteligencia artificial. 
El videojuego recibió críticas muy positivas, destacando su jugabilidad innovadora, historia, y apartado gráfico.

## Jugabilidad
Stellar Blade se juega desde una perspectiva en tercera persona. El combate se centra en captar los patrones de ataque de los enemigos y contraatacar con precisión. El indicador Beta de Eve se llena al parar y evadir en combate. El indicador Beta se gasta para usar habilidades como perforar superarmadura e interrumpir combos enemigos. Eve también tiene un indicador de ráfaga que se llena a través de paradas y combos sucesivos, que puede usarse para activar mejoras y ataques poderosos. El juego utiliza la retroalimentación háptica del controlador PlayStation 5 DualSense para brindar información sobre los ataques enemigos y la precisión de las armas. La exploración incluye escalar paredes y balancearse con cuerdas para atravesar el entorno, y se pueden encontrar cosas que incluyen disfraces adicionales. El supramundo tiene NPC que pueden proporcionarle a Eve misiones secundarias, con la opción de aceptarlas o ignorarlas. Esparcidos por todo el mundo hay puntos de control de campamentos de suministros donde el jugador restaurará la salud y recuperará los elementos almacenados, aunque al hacerlo reaparecerán todos los Naytibas en el área circundante, similar a los Círculos de Meditación en Star Wars Jedi: Fallen Order.

## Historia
La humanidad es expulsada de la Tierra después de perder una guerra contra unos invasores alienígenas llamados Naytiba. Para recuperar su hogar perdido, Eve y su escuadrón son enviados desde la Colonia para luchar contra los Naytiba y recuperar la Tierra. Finalmente, Eve conoce a un superviviente llamado Adam, que la lleva a Xion, la última ciudad superviviente de la humanidad en la Tierra. Luego, Eve se pone en contacto con el anciano Orcal y establece relaciones con los residentes de Xion, para continuar con su misión de salvar a la humanidad y reclamar la Tierra.

## Desarrollo y lanzamiento
El 4 de abril de 2019, el estudio coreano Shift Up (fundado por el ilustrador de Blade & Soul Kim Hyung-tae) anunció Project Eve para PlayStation 4, Windows y Xbox One y se iba a desarrollar en Unreal Engine 4. A finales de 2020 se mostró un prototipo de nueva jugabilidad y dirección de arte sin mencionar ninguna de las plataformas de lanzamiento del juego. En PlayStation Showcase de septiembre de 2021, se anunció que el juego sería exclusivo para PlayStation 5 y sería publicado por Sony Interactive Entertainment. En un State of Play de PlayStation de septiembre de 2022, se reveló que el título final del juego era "Stellar Blade", con una nueva jugabilidad mostrada y una ventana de lanzamiento original programada para 2023. Al día siguiente, MONACA anunció su participación afirmando que sus miembros, Oliver Good y Keita Inoue, participarán en la producción musical del juego, lo cual ha sido reiterado varias veces antes de su lanzamiento. El juego utiliza escaneo 3D para algunos modelos de personajes y Eve se basa en la modelo Shin Jae-eun. En diciembre de 2023, el juego se retrasó hasta 2024. En un State of Play de enero de 2024, se anunció que el juego se lanzaría el 26 de abril.

## Demostración
El 8 de marzo de 2024, una demo del juego se publicó accidentalmente antes de lo planeado en la PlayStation Store de los Estados Unidos. En 25 minutos, fue retirado, y, a diferencia del también eliminado P.T., la demostración no se podía reproducir en los sistemas en los que se había descargado si se conectaban a Internet después de la eliminación.
Oficialmente, la demostración se lanzó en todo el mundo el 29 de marzo de 2024.

## Recepción
Stellar Blade Recibió críticas muy favorables de acuerdo con Metacritic. alcanzando 87% de críticas positivas, de acuerdo con OpenCritic logró numerosas calificaciones perfectas, destacando su apartado de jugabilidad y frescura narrativa.